# Ligidium blueridgensis
Ligidium blueridgensis is een pissebed uit de familie Ligiidae. De wetenschappelijke naam van de soort is voor het eerst geldig gepubliceerd in 1964 door Schultz.